# يونس حامد المصري
الفريق / يونس السيد حامد المصري، هو وزير الطيران المدني المصري الأسبق، من مواليد 15 أغسطس 1959، شغل قبل توليه الوزارة منصب قائد القوات الجوية المصرية،

## التأهيل العسكري
- بكالوريوس طيران وعلوم عسكرية.
- فرقة قدرات تدميرية بالمملكة المتحدة.
- ماجستير العلوم العسكرية – كلية القادة والأركان.
- زمالة كلية الحرب العليا - أكاديمية ناصر العسكرية العليا.
- إدارة أزمات - أكاديمية ناصر العسكرية العليا.

## حياته المهنية
- قائد سرب جوى.
- قائد لواء جوى.
- نائب رئيس شعبة العمليات الجوية.
- رئيس أركان منطقة جوية.
- قائد منطقة جوية.
- رئيس شعبة العمليات الجوية.
- رئيس أركان القوات الجوية.
- قائد القوات الجوية.

## الأوسمة والأنواط والميداليات
- ميدالية الخدمة الطويلة والقدوة الحسنة.
- نوط الواجب العسكري من الطبقة الثانية.
- نوط الخدمة الممتازة.
- ميدالية 25 يناير.
- نوط الواجب العسكري من الطبقة الأولى.